# Великденче (Кирджалійська область)
Вели́кденче (болг. Великденче) — село в Кирджалійській області Болгарії. Входить до складу общини Джебел.

## Населення
За даними перепису населення 2011 року у селі проживали 102 особи, з них 99 осіб (99,0%) — турки.
Розподіл населення за віком у 2011 році:
Динаміка населення: